# Xenoarmaueria acoeca
Xenoarmaueria acoeca är en djurart som tillhör fylumet slemmaskar, och som först beskrevs av Korotkevich 1955.  Xenoarmaueria acoeca ingår i släktet Xenoarmaueria och familjen Armaueriidae. Inga underarter finns listade i Catalogue of Life.